# Wiesentäler bei der Menzlesmühle
Das Naturschutzgebiet Wiesentäler bei der Menzlesmühle liegt auf dem Gebiet der Gemeinden Gschwend (Ostalbkreis), Alfdorf und Kaisersbach (beide Rems-Murr-Kreis) in Baden-Württemberg. Das aus zwei Teilflächen bestehende Gebiet erstreckt sich südlich von Horlachen, einem Ortsteil von Gschwend, entlang der Rot und des Hagbaches. Östlich des Gebietes und an seinem südöstlichen Rand verläuft die Landesstraße L 1080.

## Bedeutung
Das 62,8 ha große Gebiet steht seit dem 2. November 1993 unter der Kenn-Nummer 1.196 unter Naturschutz. Es handelt sich um offene Wiesentäler mit extensiv genutzten Nasswiesen unterschiedlichster Prägung im Wechsel mit Kleinseggensümpfen, Großseggenrieden und Hochstaudenfluren. Dazu gehören der Hagensee mit Verlandungszonen und naturnahe Bachläufe. Es handelt sich um einen Lebensraum für bedrohte Pflanzen- und Tierarten.